# Карел Гадачек

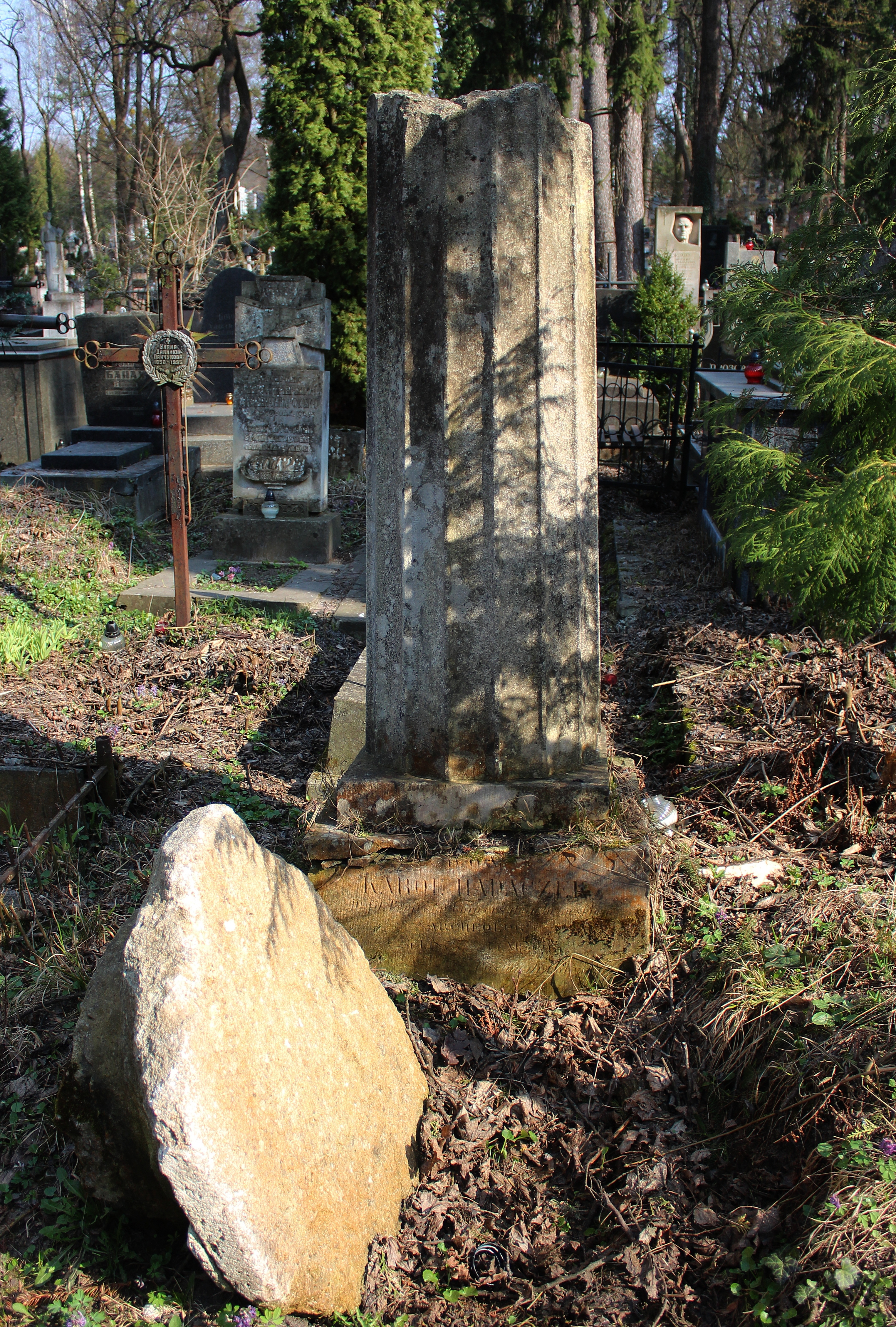

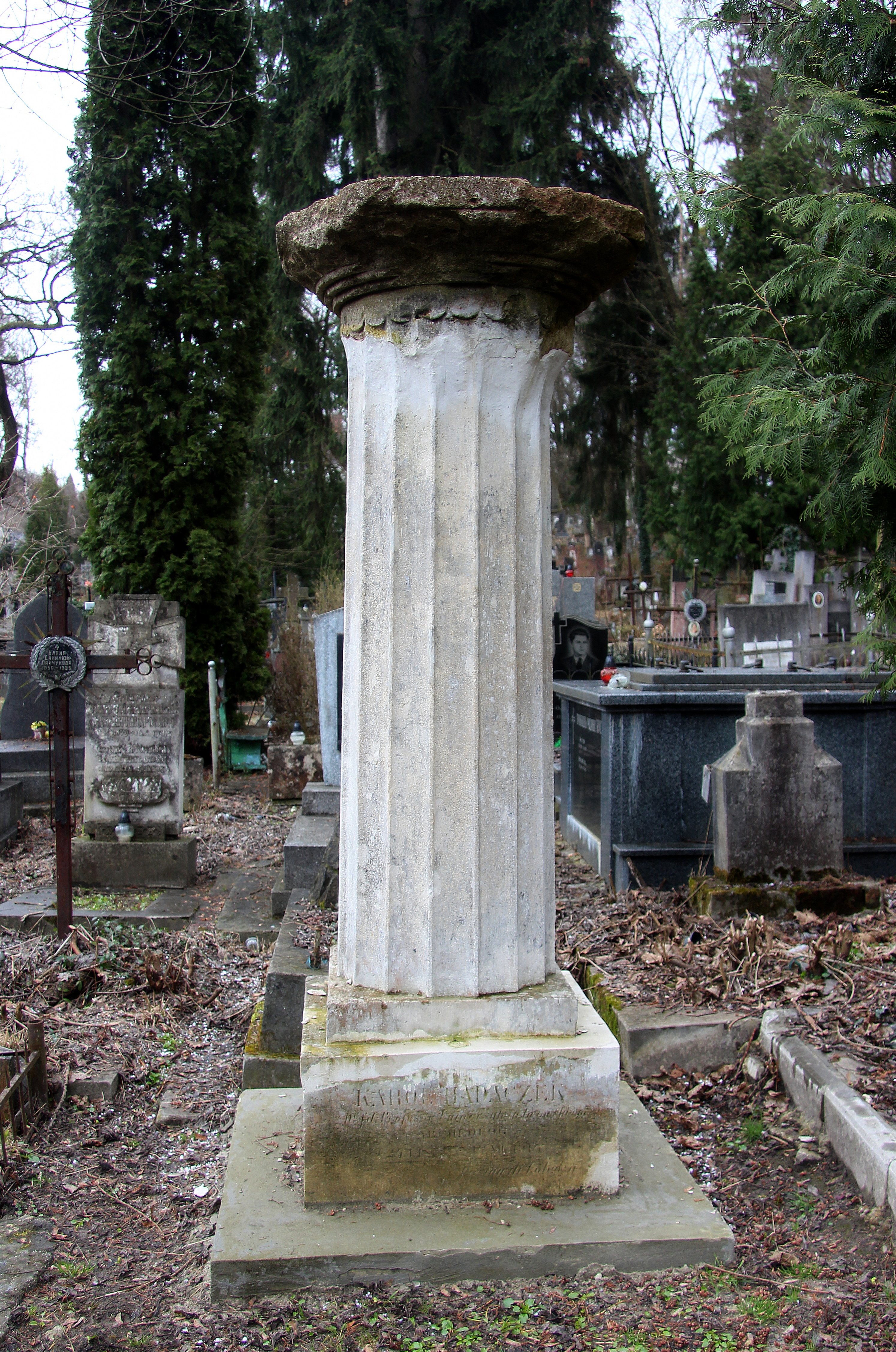

Карел Гадачек, або Кароль Гадачек (чеськ. Karel Hadáček, пол. Karol Hadaczek; 24 січня 1873, с. Грабовець поблизу Богородчан — 20 грудня 1914, м. Львів) — австрійський археолог чеського походження, доктор наук (1900), габілітований доктор (1903), найяскравіша постать археологічної школи Галичини кінця XIX — початку XX століття. Професор Львівського університету, перший керівник кафедри класичної археології та праісторії університету на початку її існування у 1905 році, керівник археологічних семінарів, організатор «Академічного гуртка любителів археології».

## Життєпис
Народився 24 січня 1873 року в с. Грабовець (нині — Івано-Франківського району, Івано-Франківської області).
Здобув освіту в початкових школах в Підгір'ї та в Богородчанах. У 1893 році завершив навчання в цісарсько-королівській гімназії міста Станиславів.
У 1893—1897 роках вивчав класичну філологію та польську літературу в Львівському університеті під керівництвом Людвіка Цвіклінського. Додатково вів дослідження у Відні. У Віденському університеті вивчав класичну археологію, давню історію, передісторію, нумізматику та історію мистецтва. Ці студії завершив захистом докторату у 1900 році.
У наступні роки проводив дослідження в Греції, Італії та Німеччини. Після повернення до Львова у 1903 році Кароль Гадачек мешкав на вул. Супінського (нині — вул. Коцюбинського), 5. Того ж року у Львівському університеті захистив дисертацію на габілітацію і став доцентом кафедри класичної археології та передісторії; у той самий час він очолював Відділ археологічного музею Львівського університету. 
У 1905 році призначений ад'юнкт-професором і став директором відділу класичної археології та передісторії в університеті Львова. У 1909 році став членом-кореспондентом Академії знань (пол. Akademia Umiejętności), член Археологічного інституту у Відні (1905 р.).
У навчальному 1913—1914 році він був деканом факультету філософії. Під час австрійської експедиції брав участь у розкопках в Єгипті (1911—1913 рр.).
Одним з його учнів був Богдан Януш.
Залишив багату наукову спадщину: статті, монографії, археологічні розвідки та публікації їхніх результатів. Наукові здобутки його багатолітньої дослідницької роботи знайшли своє відображення у великих роботах про Михалківський скарб, Кошилівці, Переворськ.
Похований у Львові на полі № 64 Личаківського цвинтаря.

## Праці
Відомо про понад 50 його наукових робіт:
- Nowo odkryty dyplom żołnierski z czasów Domicyana (1897) (пол.)
- Kilka uwag o czasach prehistorycznych Galicji (1897—1898) (пол.)
- Z badań archeologicznych w dorzeczu Bugu (1900) (пол.)
- Ślady epoki tzw. archaiczno-mykeńskiej we wschodniej Galicyi (1901) (пол.)
- Z badań archeologicznych w dorzeczu Dniestru (1902) (пол.)
- Der Ohrschmuck der Griechen und Etrusken (1903) (нім.)
- Grób Neptolemosa w Delfach (1903) (пол.)
- Rzeźba w usługach świątyni greckiej (1903) (пол.)
- Światowid (1904) (пол.)
- Złote skarby michałkowskie (1904) (пол.)
- Dział przedhistoryczny Muzeum im. Dzieduszyckich (1907) (пол.)
- Polygnotos, pierwszy klasyk malarstwa greckiego (1908) (пол.)
- Cmentarzysko ciałopalne koło Przeworska (1909) (пол.)
- Kultura dorzecza Dniestru w epoce cesarstwa rzymskiego (1912) (пол.)
- Osada przemysłowa w Koszyłowcach z epoki eneolitu (1914) (пол.)